# 初鹿根伝右衛門
初鹿野 伝右衛門（はじかの でんえもん）は、戦国時代の武将。甲斐武田氏の家臣。実名は「高利」とされる。

## 略歴
武田信時の三男・時平を祖とする初鹿氏の出身と思われる。
武田晴信に仕え、天文17年（1548年）に信濃国上田原で村上義清と交戦した際に従軍する（上田原の戦い）。しかし村上軍の猛攻により甘利虎泰、才間河内守らと共に討死、村上義清に討ち取られたという。
跡を子・忠次が継いだ。